# Evippa fortis
Evippa fortis là một loài nhện trong họ Lycosidae.
Loài này thuộc chi Evippa. Evippa fortis được Carl Friedrich Roewer miêu tả năm 1955.